# Grinsdale
Grinsdale is een dorp in het Engelse graafschap Cumbria. Het maakt deel van de civil parish Beaumont en district City of Carlisle. Het heeft een kerk.